# 뱀자리 람다
뱀자리 람다(λ Ser / λ Serpentis)는 뱀자리 방향에 있는 주계열성이다. 이 별의 분광형은 G0V로 우리 태양보다 근소하게 표면 온도가 높고 밝다. 이 항성은 변광성일 것으로 추측되고 있으나 확실한 자료는 아직 확보되지 않은 상태이다.